# Henrik Bunge
Henrik Bunge, född 8 september 1672, död 4 maj 1737, var en svensk friherre.

## Biografi
Henrik Bunge föddes 1672. Han var son till handelsborgmästaren Mårten Bunge och Margareta Jernstedt i Stockholm. Bunge blev 8 maj 1686 student vid Uppsala universitet och från 1695 extra ordinarie kanslist vid Kungliga kansliet. Han befordrades 23 april 1697 till kopist vid kansliet och 23 maj 1698 till ordinarie kanslist vid kansliet. Bunge avled 1737 och begravdes i Bungegraven i Storkyrkan.

### Familj
Bunge gifte sig första gången 1717 med Maria Engel Lohe (1694–1728). Hon var dotter till direktören Johan Lohe och Anna Blume. De fick tillsammans barnen Henrik Bunge (1718–1730-talet), Carl Jakob Bunge (1720–1733) och Gustaf Adolf Bunge (1728–1744).
Bunge gifte sig andra gången 31 december 1730 på Ågesta, Huddinge socken med Catharina Christina Caménsköld (1707–1765). Hon var dotter till biskopen Sven Caméen och Helena Cederström i Västerås stift. De fick tillsammans barnen Sven Bunge (1731–1801), Fredrik Bunge (1733–1734), landshövdingen Carl Bunge (1734–1816) och Ulrika Eleonora Bunge (1737–1766) som var gift med hovmarskalken Tomas Cederström. Efter Bunges död gifte Catharina Christina Caménsköld om sig med presidenten Carl Frölich.